# Godzikowice (gromada)
Godzikowice – dawna gromada, czyli najmniejsza jednostka podziału terytorialnego Polskiej Rzeczypospolitej Ludowej w latach 1954–1972.
Gromady, z gromadzkimi radami narodowymi (GRN) jako organami władzy najniższego stopnia na wsi, funkcjonowały od reformy reorganizującej administrację wiejską przeprowadzonej jesienią 1954 do momentu ich zniesienia z dniem 1 stycznia 1973, tym samym wypierając organizację gminną w latach 1954–1972.
Gromadę Godzikowice z siedzibą GRN w Godzikowicach utworzono – jako jedną z 8759 gromad na obszarze Polski – w powiecie oławskim w woj. wrocławskim, na mocy uchwały nr 24/54 WRN we Wrocławiu z dnia 2 października 1954. W skład jednostki weszły obszary dotychczasowych gromad Godzikowice, Gać, Maszków, Psary, Ścinawa i Ścinawa Polska ze zniesionej gminy Godzikowice w tymże powiecie. Dla gromady ustalono 21 członków gromadzkiej rady narodowej.
1 stycznia 1960 do gromady Godzikowice włączono obszar zniesionej gromady Osiek (bez wsi Niemil) w tymże powiecie.
1 lipca 1968 do gromady Godzikowice włączono wsie Bolechów, Drzemlikowice, Godzinowice, Niwnik i Siecieborowice ze zniesionej gromady Godzinowice w tymże powiecie; z gromady Godzikowice wyłączono natomiast wsie Ścinawa i Ścinawa Polska, włączając je do nowo utworzonej gromady Oława tamże.
Gromada przetrwała do końca 1972 roku, czyli do kolejnej reformy gminnej.
Uwaga: Nie mylić z sąsiednią gromadą Godzinowice w tymże powiecie.